# 謝米里夫卡
50°0′44″N 23°19′42″E / 50.01222°N 23.32833°E
謝米里夫卡（烏克蘭語：Семирівка），是烏克蘭的村落，位於該國西部利沃夫州，由亞沃里夫區負責管轄，處於列季欽河畔，始建於1710年，面積0.78平方公里，海拔高度248米，2001年人口429。